# جواد خان سردار اقبال
جواد خان سردار اقبال بختیاری (زاده ۱۲۷۰ منطقه بختیاری - درگذشته ۱۳۱۳ زندان قصر، تهران) سیاست‌مدار ایرانی و از سران ایل بختیاری بود، که در دوره چهارم مجلس شورای ملی به‌عنوان نماینده بهبهان و کهگیلویه در مجلس حضور داشت.
جواد خان پسر اسفندیارخان سردار اسعد بختیاری بود، که در حدود سال ۱۳۰۹ قمری زاده شد. در ۲۶ مرداد ۱۳۰۰ با تصویب اعتبارنامه‌اش به نمایندگی از بهبهان و کهگیلویه وارد مجلس شورای ملی شد. او همراه با جمعی از سران و خوانین بختیاری به دستور رضاشاه دستگیر و در آذر ۱۳۱۳ خورشیدی در زندان قصر کشته شد.